# Еджеабат (околия)
Околия Еджеабат (на турски: Eceabat ilçesi) е околия, разположена във вилает Чанаккале, Турция. Общата й площ е 469 км2. Според оценки на Статистическия институт на Турция през 2019 г. населението на околията е 8 784 души. Административен център е град Еджеабат.